# Honorius I
Honorius I, född i Ceprano, död 12 oktober 638, påve.
Honorius I var påve från den 27 oktober 625 till sin död. Postumt fördömdes han som kättare, vid det sjätte ekumeniska mötet.

## Biografi
Honorius I utsågs den 12 oktober 625 till påve och konsekrerades den 27 oktober. Han strävade att på olika områden fullfölja Gregorius den stores verk; därom vittna hans intresse för kristendomens utbredning på de
brittiska öarna och hans strävan att återföra de arianska langobarderna till kyrkan. 
Han uttalade sig till förmån för kejsar Heraclius’ försök att återförena monofysiterna med den ortodoxa kyrkan genom den medlande, så kallade monoteletiska, åsikten att hos Kristus finns endast en vilja och ett verkningssätt. Denna sats förkastades på det sjätte ekumeniska mötet, i Konstantinopel 680, då Honorius även förklarades för kättare. Frågan om huruvida han var heretiker är ännu kontroversiell, eftersom den utmanar dogmen om påvens ofelbarhet.
Honorius byggde många vackra kyrkor och stiftade Korsupphöjelsens fest. Det finns en mosaik som föreställer Honorius i Sant Agnese fueri le mura.